# Reprezentacja Indii w piłce wodnej mężczyzn
Reprezentacja Indii w piłce wodnej mężczyzn – zespół, biorący udział w imieniu Indii w meczach i sportowych imprezach międzynarodowych w piłce wodnej, powoływany przez selekcjonera, w którym mogą występować wyłącznie zawodnicy posiadający obywatelstwo indyjskie. Za jej funkcjonowanie odpowiedzialny jest Indyjski Związek Pływacki (SFI), który jest członkiem Międzynarodowej Federacji Pływackiej.

## Historia
W 1948 reprezentacja Indii rozegrała swój pierwszy oficjalny mecz na igrzyskach olimpijskich.

## Udział w turniejach międzynarodowych

### Igrzyska olimpijskie
Reprezentacja Indii 2 razy występowała na Igrzyskach Olimpijskich. Najwyższe osiągnięcie to 12. miejsce w 1948 roku.

### Mistrzostwa świata
Dotychczas reprezentacji Indii żadnego razu nie udało się awansować do finałów MŚ.

### Puchar świata
Indie żadnego razu nie uczestniczyły w finałach Pucharu świata.

### Igrzyska azjatyckie
Indyjskiej drużynie 5 razy udało się zakwalifikować na Igrzyska azjatyckie. W 1951 zdobyła złote medale.